# Bas Haring
Sebastiaan (Bas) Haring (De Bilt, 23 april 1968) is een Nederlandse filosoof en informaticus, schrijver van kinderboeken en populairwetenschappelijk werk, televisiepresentator bij de RVU en hoogleraar aan de Universiteit van Leiden, waar hij de leerstoel "publiek begrip van wetenschap" bekleedt.

## Universitaire loopbaan
Haring studeerde aan de Universiteit Utrecht waar hij in 1988 zijn propedeuse natuurkunde behaalde en in 1992 zijn doctoraalexamen Cognitieve Kunstmatige Intelligentie. In Utrecht werd hij lid van studentenvereniging C.S. Veritas en studievereniging A-Eskwadraat. Haring promoveerde er in 1997 in de informatica. Hij is werkzaam als docent mediatechnologie bij de Universiteit Leiden en sinds 2006 als bijzonder hoogleraar op de Leidse leerstoel "Publiek begrip van wetenschap". Opdracht is jonge wetenschappers te trainen in het toegankelijk maken van wetenschap. In 2016 werd hem de Duidelijketaalprijs toegekend.

## Boeken
Zijn bekendste boek is Kaas en de evolutietheorie. Dit werk over de evolutietheorie en de implicaties hiervan verscheen in 2001 en ontving in 2002 de Gouden Uil voor de jeugdliteratuur en de Eureka!-prijs voor populairwetenschappelijke literatuur. In oktober 2003 verscheen een tweede boek, De ijzeren wil, over de verschillen tussen mensen, konijnen en computers. Hierin gaat hij in op de vraag of de mens iets extra's heeft ten opzichte van dieren en computers aan de hand van verschillende voorbeelden. Haring grijpt ook vaak terug naar begrippen uit de evolutiebiologie, alhoewel hij zelf vindt dat hij "op zoek is naar mechanismen" en niet naar biologische verklaringen.

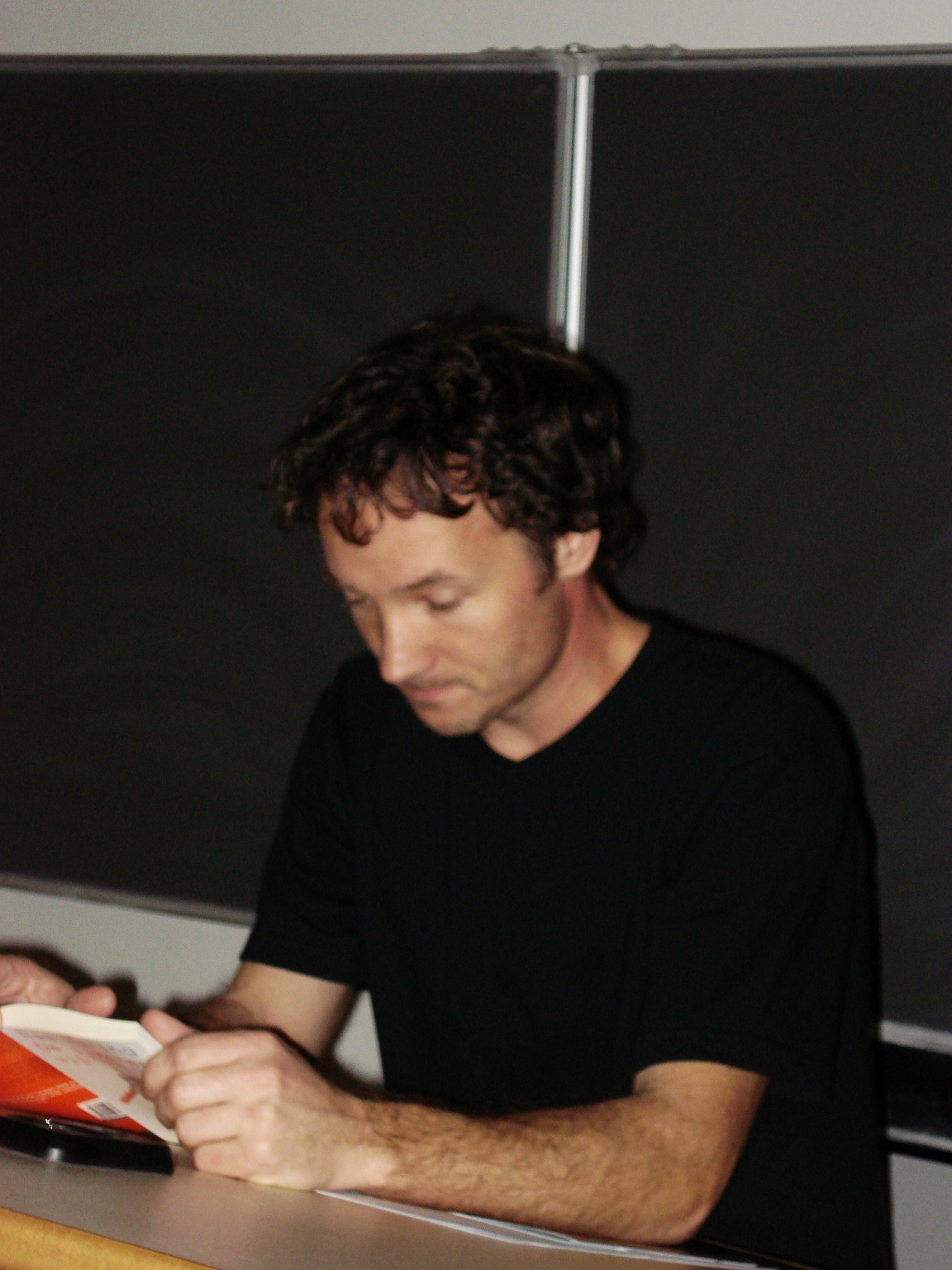
Bas Haring leest voor

Naast boeken schrijft Haring ook columns voor verscheidene tijdschriften, waaronder Intermediair en de Volkskrant.

## Televisieprogramma's
De RVU zond televisieserie Haring uit, waarin hij op zoek ging naar antwoorden op alledaagse vragen met filosofische raakvlakken. Haring was de opvolger van Stof. In Stof was hij meer de docent dan in Haring. Hij maakte voor de RVU ook Wisebits, een project waarvoor korte filmpjes werden gemaakt die vragen opwerpen en tot denken moeten aanzetten. In 2016 presenteerde hij met Sophie Hilbrand het vierdelige BNN-televisieprogramma Klonen: Wens of waanzin.

## Privé
Haring woont met zijn gezin in het Noord-Hollandse Ransdorp. Hij is een broer van de actrice Abke Haring. Hij is getrouwd met Aafke Oldenbeuving.

## Televisieprogramma's
- 2004: Stof
- 2006: Haring
- 2010: Altijd Wat (als een van de regelmatige "opiniemakers")
- 2011, 2013-heden: Proefkonijnen (als een van de panelleden)
- 2016: Klonen: Wens of waanzin (presentatie samen met Sophie Hilbrand)